# Samantha Jones (cantante)
Samantha Jones, pseudonimo di Jean Owen (Liverpool, 17 novembre 1943), è una cantante britannica.

## Biografia
Jean Owen ha iniziato la sua carriera nel 1961 come componente del complesso vocale inglese The Vernons Girls. Durante la sua permanenza nel gruppo la formazione è passata da sedici membri a sole tre ragazze. The Vernons Girls hanno avuto alcuni successi tra cui "Lover Please", "Only You Can Do It", (inciso anche da Françoise Hardy) e ha registrato una delle prime canzoni tributo ai Beatles, "We Love The Beatles". Hanno anche aperto più volte concerti dei Beatles e sono apparsi con loro in uno speciale televisivo del 1964, Around The Beatles.
Nel 1964, con l'aiuto del produttore Charles Blackwell, iniziò una carriera da solista e firmò con la United Artists, che le diede il nome d'arte Samantha Jones. La sua prima esibizione televisiva come solista fu un duetto con Long John Baldry il 20 novembre 1964 con il quale aveva anche duettato in Around the Beatles quando era una componente delle Vernons Girls. Ha pubblicato diversi 45 giri, tra cui "Surrounded by a Ray of Sunshine", inciso in italiano con il titolo Ti amo, mi ami da Meri Marabini.
Nel 1965 partecipa alla Mostra internazionale di musica leggera di Venezia con Un uomo forte non s'arrende
Nel 1967 due canzoni di Samantha Jones, "The Real Me" e "Where Are the Men", furono incluse nella colonna sonora del film La vendetta di Fu Manchu.
Il suo primo album, Call It Samantha, fu pubblicato nel 1968.
Si è ritirata nel 1986 ed è diventata una produttrice di spettacoli musicali nelle compagnie di crociera; nello stesso anno ha iniziato una relazione con Jose Goumal (che era il suo consulente professionale dal 1970) che ha sposato nel 1998. Oggi, Jean Owen vive con suo marito a Londra

## Discografia parziale

### Album in studio
- 1968 - Call It Samantha
- 1970 - A Girl Named Sam
- 1970 - The Other Jones
- 1974 - Sing It Again Sam
- 1976 - The Lady Likes It Latin
- 1982 - Places

### Raccolte
- 1972 - My Way

### Singoli
- 1964 - It's All Because of You
- 1965 - Don't Come Any Closer
- 1965 - Chained to a Memory
- 1965 - Kinky Dolly
- 1965 Un uomo forte non s'arrende/Una goccia d'amore (United Artists, UA 3078)
- 1966 - I Deserve It
- 1966 - Shoes
- 1966 - That Special Way
- 1967 - Why Can't I Remember (To Forget You)
- 1967 - Surrounded by a Ray of Sunshine
- 1968 - Lovely Lonely Man
- 1968 - And Suddenly
- 1968 - Ford Leads the Way/Go Ahead
- 1969 - Today Without You
- 1969 - Do I Still Figure in Your Life
- 1970 - My Way
- 1970 - Best of Both Worlds
- 1971 - No Regrets
- 1971 - One More Mountain
- 1972 - Don't Hand No Haloes on Me
- 1974 - I Believed It All
- 1982 - Living for You